# Bittacus henryi
Bittacus henryi är en näbbsländeart som beskrevs av Douglas E. Kimmins 1928. Bittacus henryi ingår i släktet Bittacus och familjen styltsländor. Inga underarter finns listade i Catalogue of Life.